# Let the War Against Music Begin
Let the War Against Music Begin è il terzo album della rock band statunitense The Minus 5. Una edizione deluxe dell'album venne pubblicata nel 2006, contenente 15 tracce.

## Tracce
1. Great News About You – 4:55
2. Got You – 3:57
3. The Rifleman – 4:44
4. You Don't Mean It – 3:42
5. A Thousand Years Away – 4:20
6. The Amazing Dolphins Boy – 4:36
7. The Little Black Egg – 3:49
8. One Bar at a Time – 4:28
9. Desperate for Someone – 5:14
10. Basing Street – 4:02
11. Your day Will Come – 5:42

## Formazione
- Ken Stringfellow - voce, chitarra
- Scott McCaughey - chitarra
- Terry Adams - tastiera
- Peter Buck - basso
- Bill Rieflin - batteria